# Beautiful Girls (single)
Beautiful Girls is de debuutsingle van de Jamaicaans-Amerikaanse zanger Sean Kingston uit 2007. Het stond als vijfde track op het debuutalbum Sean Kingston uit 2008.

## Achtergrond
Beautiful Girls is geschreven door Ben E. King, Jerry Leiber, Jonathan Rotem, Kisean Anderson, Sly Jordan en Mike Stoller en geproduceerd door J.R. Rotem. De beat van het nummer is deels gesampled van het nummer Stand By Me van Ben E. King. In het nummer vertelt Kingston dat het voor hem onmogelijk is om met mooie meiden (Beautiful Girls) te zijn en dat dat hem suïcidaal maakt. Het lied was deels controversieel, aangezien het zelfmoord zou bagatelliseren. Op sommige radio's werd een aangepaste versie van het nummer ten gehore gebracht, met de tekst "in denial" in plaats van "suicidal". Sean Kingston zelf verklaarde dat juist het gebruikt van "suicidal" het nummer anders dan andere nummers maakte, omdat dat onderwerp nooit eerder zo luchtig in liedjes voorbijkwam. Ondanks de controverse was het nummer wereldwijd een grote hit. Het stond zelfs op de eerste positie in de Verenigde Staten, Canada, het Verenigd Koninkrijk, Australië en Nieuw-Zeeland. In Nederland stond het op de achtste plaats in de Top 40 en op de elfde plaats in de Single Top 100. Daarnaast was het nummer ook uitgeroepen tot Alarmschijf. Ook in België stond het hoog in de hitlijsten, met een zevende positie in de Waalse en een tiende plek in de Vlaamse Ultratop.